# 黃逢時
黃逢時（1949年12月9日—），中華民國政治人物，中國國民黨籍，曾任第五屆立法委員，為雲林張派成員。
為已故台灣布袋戲操偶師黃海岱第五子，兒子為「蓬萊仙山」樂團團員。
曾與其父黃海岱同為霹靂布袋戲顧問。

## 經歷
- 虎尾鎮公所秘書
- 台灣省議員助理
- 監察委員助理
- 台灣省農會農化廠廠長
- 雲林縣肉品市場(股)公司董事長
- 雲林縣政府首席顧問
- 霹靂國際多媒體戲劇顧問
- 「史艷文」布袋戲編劇
- 第五屆立法委員

## 外部連結
- 立法院 （页面存档备份，存于）
- 布袋戲國寶 黃海岱辭世 人生謝幕 享壽107歲 （页面存档备份，存于）